# 13. BAFTA-gála
A 13. BAFTA-gálát 1960-ban tartották, melynek keretében a Brit film- és televíziós akadémia az 1959. év legjobb filmjeit és alkotóit díjazta.

## Díjazottak és jelöltek
(a díjazottak félkövérrel vannak jelölve)

### Legjobb film
Ben-Hur

 A gyűlölet áldozata
- Egy gyilkosság anatómiája
- Arc
- Idegen a cowboyok között
- Megszállottság
- Gigi
- Dühöngő ifjúság
- Maigret csapdát állít
- Az északnyugati határszél
- Egy apáca története
- Hamu és gyémánt
- Van, aki forrón szereti
- Tiger Bay
- Yesterday's Enemy

### Legjobb elsőfilmes
Hayley Mills – Tiger Bay
- Gerry Duggan – The Siege of Pinchgut
- Liz Fraser – I'm All Right Jack
- Joseph N. Welch – Egy gyilkosság anatómiája

### Legjobb brit főszereplő
Peter Sellers – I'm All Right Jack
- Stanley Baker – Yesterday's Enemy
- Richard Burton – Dühöngő ifjúság
- Peter Finch – Egy apáca története
- Laurence Harvey – Expresso Bongo
- Gordon Jackson – Yesterday's Enemy
- Laurence Olivier – The Devil's Disciple

### Legjobb brit női főszereplő
Audrey Hepburn – Egy apáca története
- Peggy Ashcroft – Egy apáca története
- Wendy Hiller – Külön asztalok
- Yvonne Mitchell – A gyűlölet áldozata
- Sylvia Syms – No Trees in the Street
- Kay Walsh – Lópofa

### Legjobb külföldi férfi főszereplő
Jack Lemmon – Van, aki forrón szereti
- Zbigniew Cybulski – Hamu és gyémánt
- Jean Desailly – Maigret csapdát állít
- Jean Gabin – Maigret csapdát állít
- Takashi Shimura – Élni
- James Stewart – Egy gyilkosság anatómiája

### Legjobb külföldi női főszereplő
Shirley MacLaine – Kérd bármelyik lányt
- Ava Gardner – Az utolsó part
- Susan Hayward – Élni akarok!
- Ella Lambetti – To teleftaio psema
- Rosalind Russell – Mame néni

### Legjobb forgatókönyv
I’m All Right Jack – Frank Harvey, John Boulting, Alan Hackney
- Blind Date – Ben Barzman, Millard Lampell
- Expresso Bongo – Wolf Mankowitz
- Lópofa – Alec Guinness
- Dühöngő ifjúság – Nigel Kneale
- Az északnyugati határszél – Robin Estridge
- No Trees in the Street – Ted Willis
- A gyűlölet áldozata – Janet Green
- Tiger Bay – John Hawkesworth, Shelley Smith

### Legjobb animációs film
The Violinist
- Beep Beep
- Dom
- Short And Suite

### Legjobb rövidfilm
Seven Cities of Antarctica
- Rodin

### Robert Flaherty-díj a legjobb dokumentumfilmnek
A vad szem
- This Is the BBC
- We Are the Lambeth Boys
- Fehér vadon

### Legjobb speciális film
This Is the BBC
- Coupe des alpes: The Story of the 1958 Alpine Rally
- Hazard
- High Speed Flights Parts I, II And III
- Tribute To Fangio

### Egyesült Nemzetek-díj az ENSZ Alapokmányának egy vagy több elvét bemutató filmnek
Az utolsó part
- Egy apáca története